# Куракин, Павел Анатольевич
Павел Анатольевич Куракин (3 декабря 1966, Кольчугино, Владимирская область, РСФСР, СССР) — советский и российский футболист, полузащитник. В Высшей лиге России сыграл 10 матчей.

## Биография
Павел Куракин начал играть в футбол на любительском уровне в команде «Металлург» (Кольчугино), в 1988 провел за команду 20 игр, забил 8 мячей.
В 1989 году перешёл в набережно-челнинское «Торпедо» (позже переименованное в «КАМАЗ») и в 1992 году стал победителем зонального турнира первой лиги России.
В 1993 году Павел Куракин дебютировал в высшей лиге России, за 2 сезона (1993 и 1995) сыграл 10 матчей. В 1994 году Куракин играл в аренде в новотроицком «Металлурге». После ухода из «КАМАЗа» завершил профессиональную карьеру, играл на любительском уровне за «Ковровец» из Коврова.